# 小林宗之助
小林 宗之助（こばやし そうのすけ、1886年10月2日 - 1975年3月17日）は、日本の海軍軍人。最終階級は海軍中将。

## 経歴
長野県出身。農業・小林勇吉の長男として生まれる。攻玉社を経て、1907年11月、海軍兵学校（35期）を席次3番の恩賜で卒業し、翌年12月に海軍少尉任官。海軍砲術学校高等科を修了。「金剛」分隊長、第三戦隊参謀、「敷島」分隊長、砲術学校教官などを経て、1918年11月、海軍大学校（甲種16期）を卒業。以後、呉海兵団分隊長、フランス駐在、第一艦隊司令部付、海軍省軍務局第1課局員などを歴任。
1925年1月、「島風」艦長となり、軍令部参謀、国際連盟海軍代表随員、人事局第1課長、「長良」艦長、「羽黒」艦長、ジュネーヴ会議全権随員などを歴任し、1933年11月、海軍少将に進級。人事局長として大角人事に関わり、左近司政三、寺島健、堀悌吉、坂野常善らが予備役となった。高木惣吉は小林の責任ではないとしている。第五戦隊司令官を経て第4戦隊司令官に就任。麾下の重巡洋艦「足柄」を率い、ジョージ6世戴冠記念観艦式に参加し、戴冠式にも出席した。第九戦隊司令官などを経て、1937年12月に海軍中将となる。その後、鎮海要港部司令官を経て、太平洋戦争開戦時は舞鶴鎮守府司令長官であった。1942年12月、予備役に編入された。

## 栄典
- 1909年（明治42年）3月1日 - 正八位[2]
- 1914年（大正3年）1月30日 - 正七位[3]
- 1919年（大正8年）3月31日 - 従六位[4]
- 1937年（昭和12年）12月15日 - 従四位
- 1939年（昭和14年）12月28日 - 正四位